# Torri dei Barbadori
Le torre dei Barbadori sono due antichi edifici del centro storico di Firenze, situati rispettivamente in Borgo San Jacopo 54 rosso, angolo volta dei Barbadori, e al 22-24.

## Prima torre
La torre al 54 rosso, situata dirimpetto alla torre dei Belfredelli, fu in origine dei Barbadori. L'erezione di questa torre viene fatta risalire al XII secolo. Nel corso del tempo la proprietà passò ai Ridolfi di Piazza e quindi fu inglobata in una casa che era a sua volta stata di proprietà Malesci e, agli inizi del Novecento, Folli. Restaurata nel 1929 dall'architetto Luigi Zumkeller coadiuvato dall'architetto Giuseppe Baldacci (con l'asportazione degli intonaci e dei rimpelli che interessavano la facciata), fu danneggiata dalle mine fatte esplodere dalle truppe tedesche in ritirata durante la seconda guerra mondiale, quindi nuovamente restaurata con ampie integrazioni e, isolata su tre lati, inserita fra gli edifici moderni. 
Nonostante tali vicissitudini è ancora oggi segnalata tra le fabbriche medievali meglio conservate della città. Presenta al piano terreno che guarda a borgo San Jacopo un portale sormontato da un arco ribassato, sopra il quale si apre quello che doveva essere il principale accesso, cioè un portale sormontato da un arco acuto al quale si accedeva mediante una scala in legno. Questo tipo di difesa era molto frequente nelle abitazioni medievali, perché togliendo la scala la torre diveniva di fatto inaccessibile e poteva proteggere la famiglia dagli attacchi di fazioni avverse. I primi piani sono caratterizzati dalla presenza di solide bozze di pietra squadrata e da tre file di buche pontaie. Ai piani superiori, con filaretto di pietre a vista, si trovano alcune finestre di forma e dimensione diversa, frutto di modifiche più tarde volte a dare maggiore luce agli ambienti interni. 
Accanto alla torre si apre la piccola piazzetta degli Angiolieri dalla quale si gode la vista laterale del Ponte Vecchio, tenuta con grande cura, meta quotidiana di turisti in cerca di una foto ricordo. Qui è una lapide posta dall'Istituto Mircea Eliade nel 2007, in ricordo di come in "questo segreto luogo di luce" sostasse il poeta e scrittore Vittorio Vettori "per guardare il fluire della luce sull'Arno, navigando col pensiero verso l'Oltre".

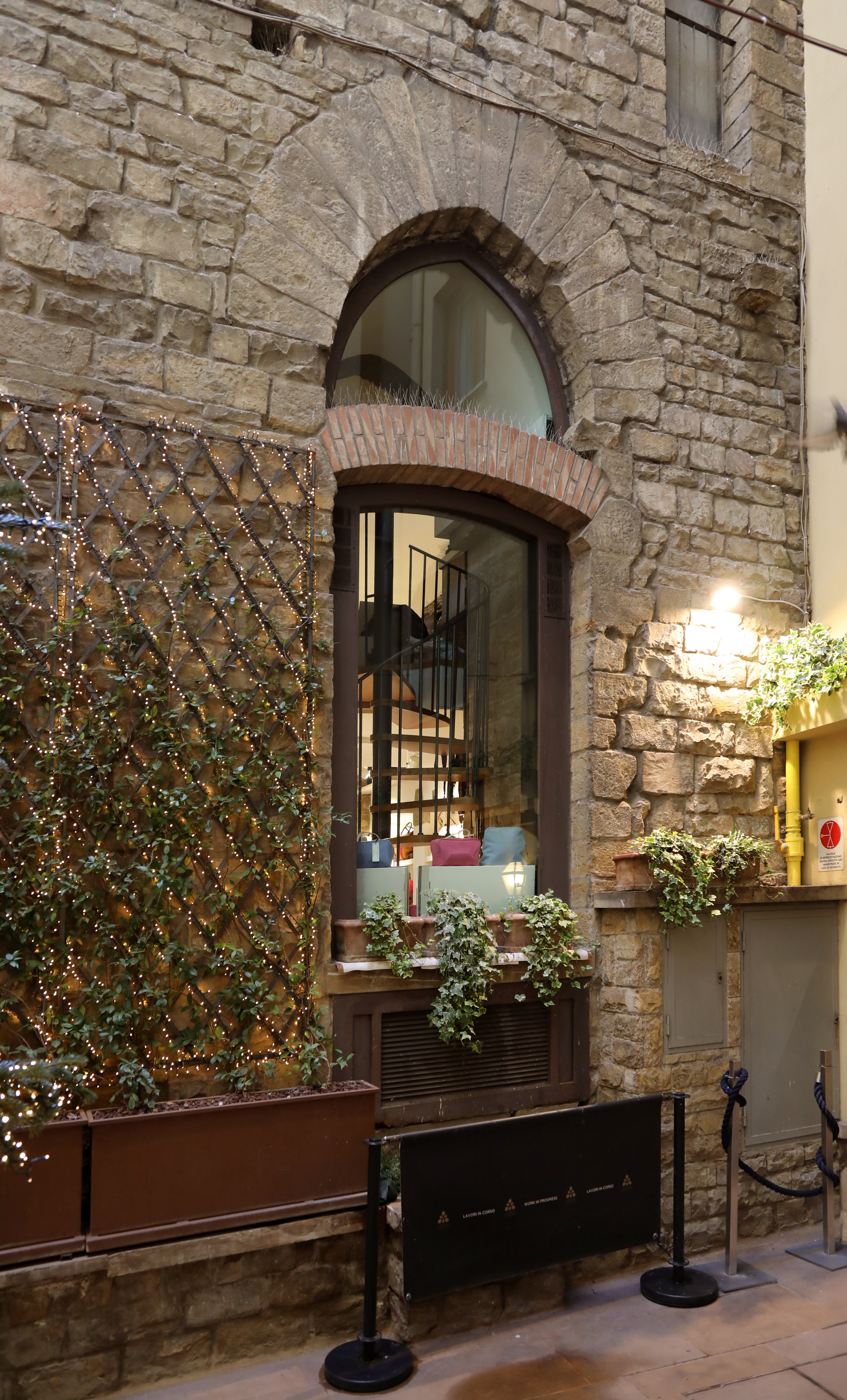
Portale del lato Arno
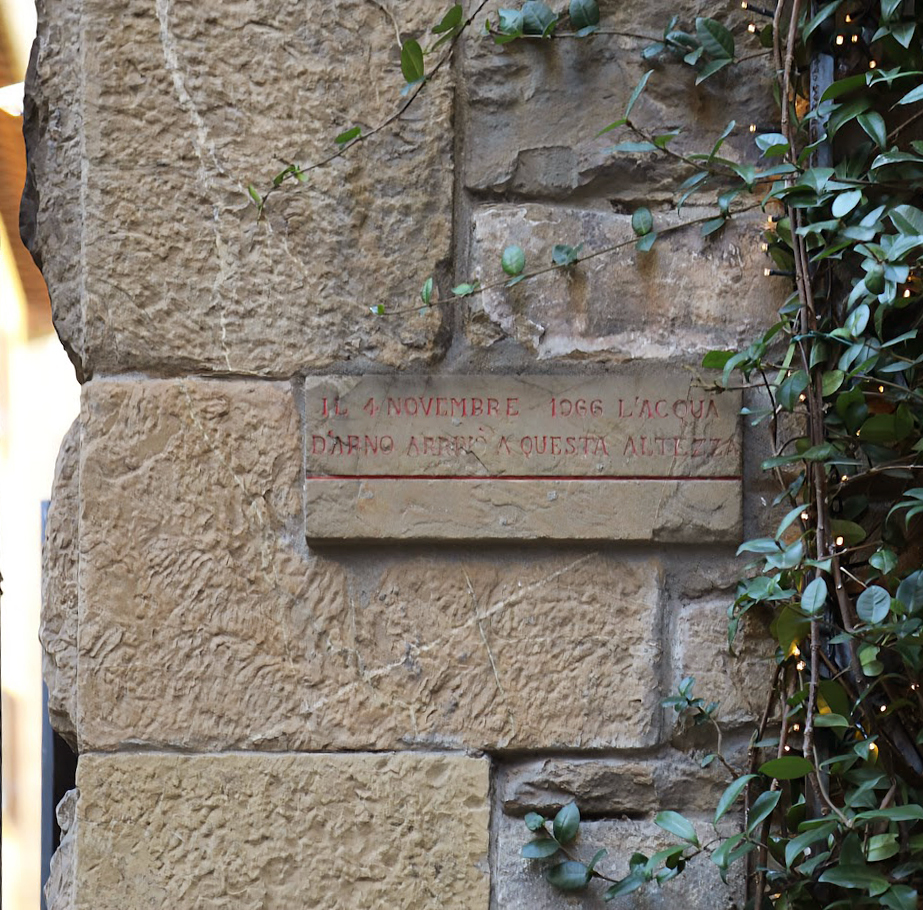
Placca dell'alluvione di Firenze del 1966

## Seconda torre

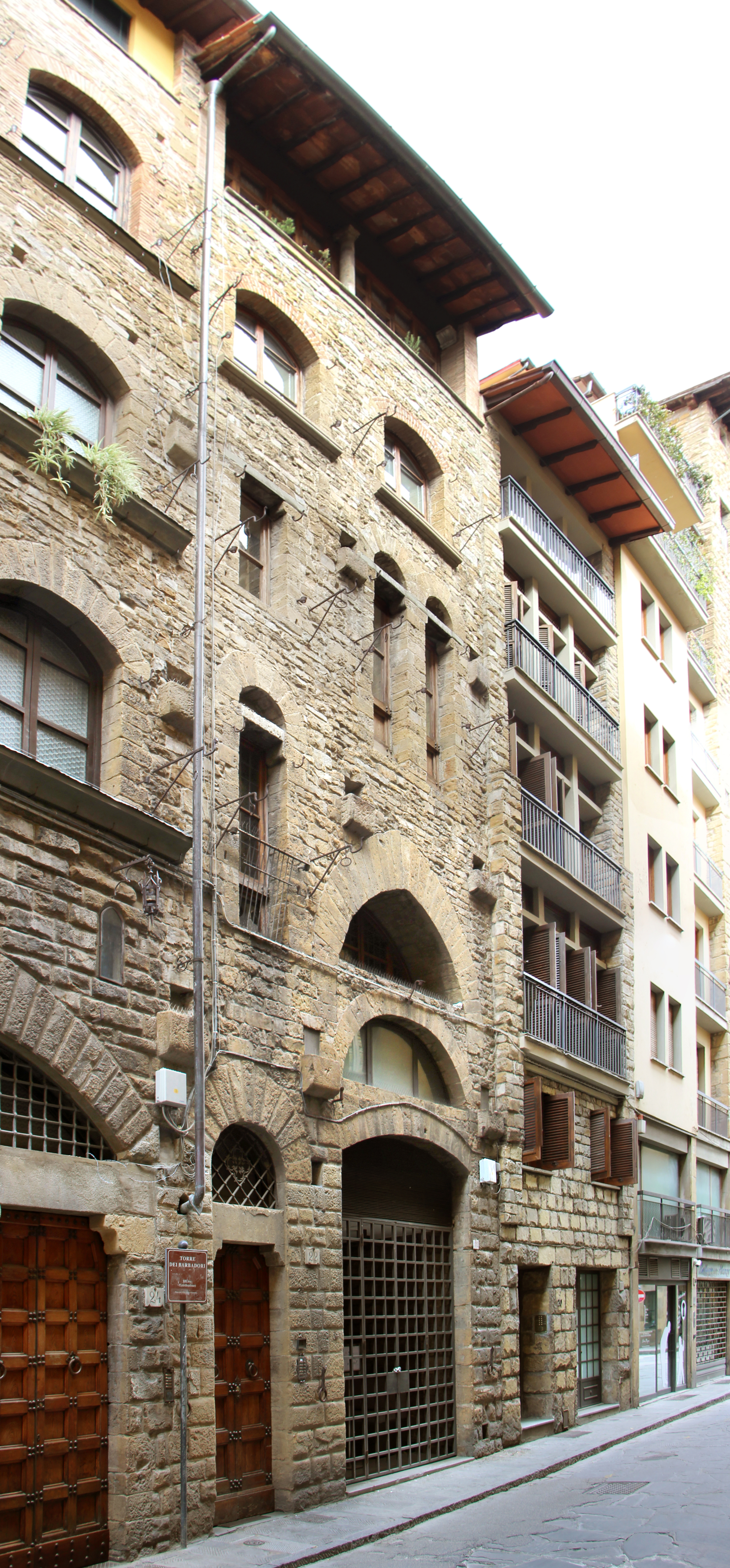
La seconda torre

La seconda torre dei Barbadori si trova qualche edificio più avanti nella strada, sullo stesso lato che sul retro dà sul fiume Arno, ai numeri 22-24. 
L'edificio è da identificare con la casa Serragli di cui parla Federico Fantozzi, che appartenne e servì di abitazione a Donato Barbadori. Tra il 1926 e il 1927 è documentato un intervento di restauro su progetto dell'architetto Luigi Zumkeller, di poco precedente al cantiere nell'altra torre. Mazzino Fossi, che la indica ai nn. 16-18 (oggi 20-22), precisa: "a causa delle distruzioni compiute dall'esercito tedesco in ritirata è rimasto in piedi solo la parte del n. 18 (la torre) che è stata restaurata. La parte del n. 16 è stata interamente ricostruita con architettura moderna". 
Rispetto all'altra torre Barbadori, questa si presenta sotto forma di 'palagio', a indicare presumibilmente una trasformazione trecentesca a partire da una costruzione del secolo precedente. È composta da due corpi affiancati, con il piano terreno in bozze di pietra, segnato dalla presenza di fornici il principale sormontato da tre archi sovrapposti, con finestre che si aprono nelle rispettive ghiere. File regolari di finestre ad arco si aprono sui quattro piani superiori corrispondenti al civico 24. Sul corpo a destra si dispongono in modo asimmetrico alcune finestre e, all'ultimo piano, si apre una loggetta, evidentemente realizzata nel tardo rinascimento. Da segnalare la presenza di una notevole quantità di ferri da facciata su tutto il fronte, legati ai già richiamati lavori di Zumkeller tesi a recuperare il carattere medievale della fabbrica.
Su questa torre si trova una nicchia ogivale che contiene una tavola della Madonna col Bambino, riferita alla scuola di Lorenzo Monaco.

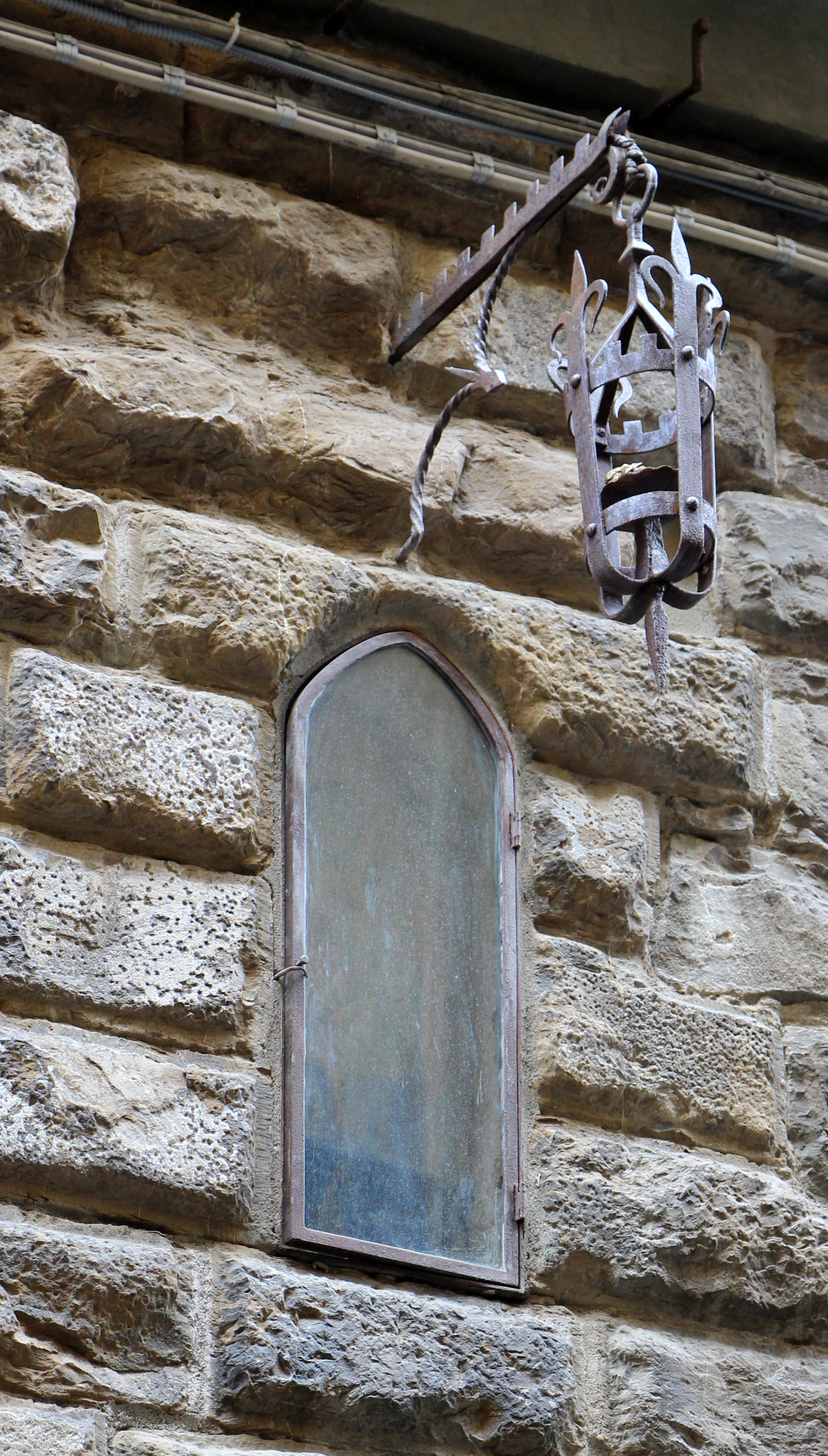
Il tabernacolo
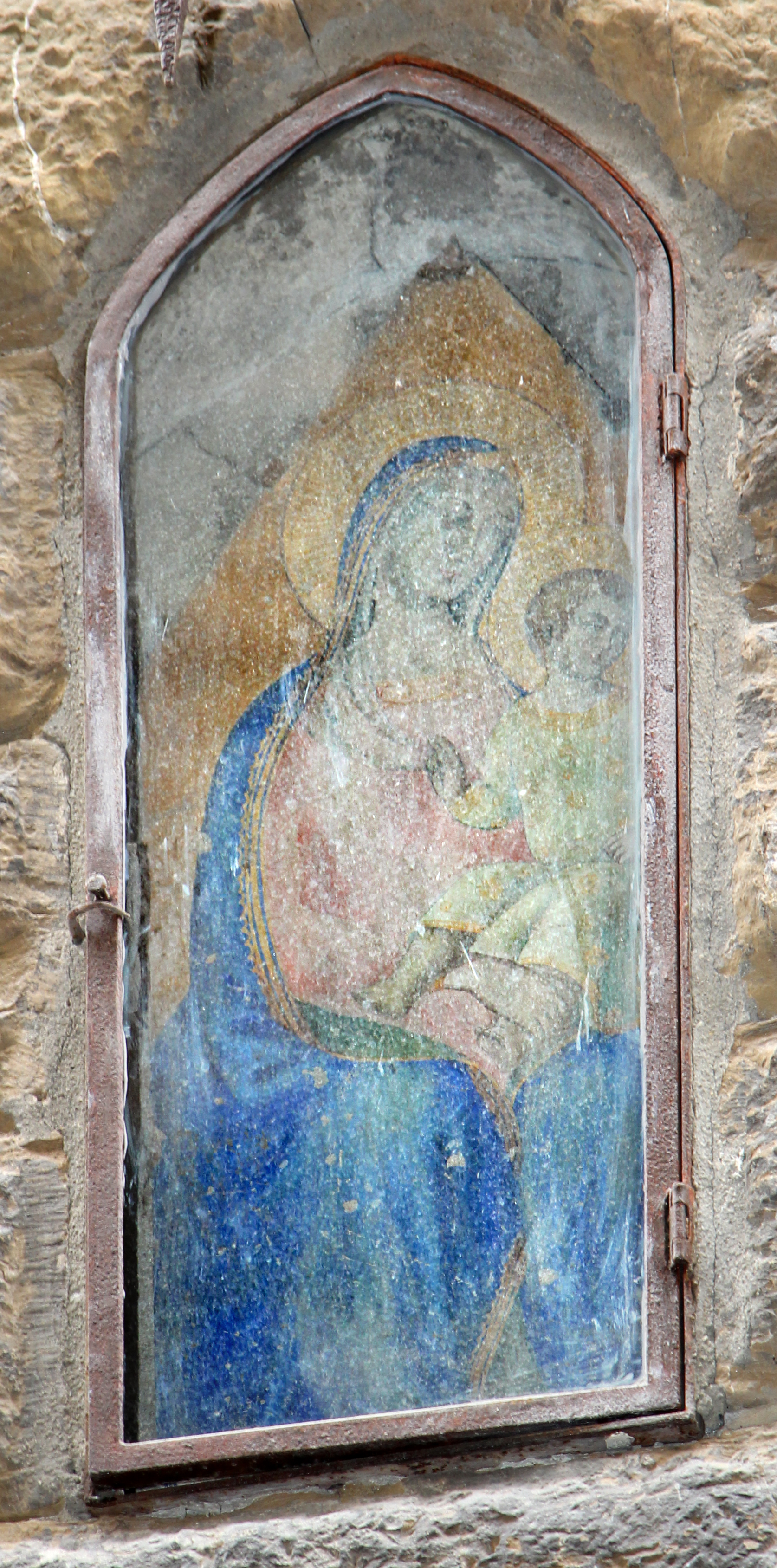
La Madonna col Bambino